# 40-й батальон территориальной обороны Днепропетровской области
40-й батальон территориальной обороны Днепропетровской области (укр. 40-й батальйон територіальної оборони Дніпропетровської області) — отдельный батальон, созданный в Днепропетровской области при содействии Штаба национальной защиты Днепропетровской области.
После реорганизации, полной смены командования и личного состава 40-й батальон вошёл в состав 17-й отдельной танковой бригады Сухопутных войск Украины, как отдельный мотопехотный батальон. Осенью 2015 года батальон расформирован.

## Предшествующие события
19 марта 2014 года Совет национальной безопасности и обороны Украины принял решение о создании оперативных штабов при областных государственных администрациях пограничных областей Украины. 30 марта 2014 года и. о. президента Украины А. В. Турчинов поручил руководителям областных администраций начать создание батальонов территориальной обороны в каждой области Украины.
30 апреля 2014 года было принято официальное решение возложить функции создания батальонов территориальной обороны в каждой области Украины на областные военные комиссариаты.
6 мая 2014 года начался второй этап частичной мобилизации.

## Формирование батальона
Формирование батальона началось 20 мая 2014 года.
Финансирование батальона осуществляется с использованием средств администрации Днепропетровской области и средств, которые поступают через благотворительные фонды («Фонд оборони Країни» и др.).
По состоянию на 30 августа 2014 года, в батальоне служили военнослужащие в возрасте от 16 до 63 лет
В октябре 2014 года одна рота батальона была передана в состав создаваемого 37-го батальона территориальной обороны.
Позднее ответственный за связь с добровольческими батальонами в зоне АТО полковник украинской армии Алексей Макаренко после очередной проверки сообщил, что 40-й батальон могут расформировать за «отсутствие дисциплины» и самовольное оставление позиций. После этого, 15 октября 2014 года в Кривом Роге группа военнослужащих батальона выступила с просьбой не расформировывать батальон.
В дальнейшем, 40-й батальон вошёл в состав 17-й отдельной танковой бригады в качестве отдельного мотопехотного батальона.
Осенью 2014 года 1-я механизированная рота 3-го механизированного батальона 17-й танковой бригады была переведена в состав 40-го отдельного мотопехотного батальона .

## Деятельность
Батальон принимал участие в боевых действиях на юго-востоке Украины в Донецкой и Луганской областях.
27 июня 2014 года советник главы Днепропетровской областной администрации Николай Колесник сообщил, что в результате рейда 40-го батальона в окрестностях Донецка, были захвачены в плен с оружием и документами два бойца ДНР (бывший сотрудник донецкого «Беркута» С. В. Тищенко и помощник И. И. Стрелкова «Клоц»).
В начале июля 2014 года в ходе перестрелки на одном из блокпостов были ранены 4 военнослужащих батальона.
24 июля 2014 года подорвался на мине БРДМ батальона, погиб один и был ранен ещё один военнослужащий.
1 августа 2014 года в Донецкой области пропали три журналиста, 6 августа 2014 года один из пропавших — журналист украинского информагентства «112.UA» Роман Гнатюк был освобождён и сообщил, что его задержали и допрашивали с применением пыток военнослужащие 40-го батальона. Вслед за этим, пресс-офицер батальона А. Михейченко выступил с заявлением, что «все жалобы на грубое отношение являются надуманными и необоснованными». В дальнейшем, куратор батальона, советник губернатора Днепропетровской области Игоря Коломойского Николай Колесник сообщил, что военнослужащие могли задержать журналистов «по ошибке».
4 августа 2014 года военнослужащие батальона сообщили, что прицельным огнём ликвидировали смертника, который намеревался на скорости 100 км/ч протаранить блокпост на заминированном микроавтобусе. В дальнейшем было установлено, что убитый Вячеслав Гусаковский не являлся террористом-смертником — он являлся волонтёром, доставлявшим помощь и вывозившим беженцев и был застрелен по ошибке.
7 августа 2014 года в районе н. п. Марьяновка Старобешевского района Донецкой области погибли два военнослужащих батальона.
10 августа 2014 года попали в засаду и погибли ещё два военнослужащих батальона.
Во второй половине августа 2014 года батальон участвовал в боях в районе Иловайска.
20 августа 2014 года командующий сектором «Б» генерал-лейтенант Руслан Хомчак поблагодарил военнослужащих батальонов «Донбасс», «Днепр» и 40-го батальона за отличную боевую работу в Иловайске.
24 августа 2014 года попал в засаду грузовик ГАЗ-66 с пятью солдатами батальона, в результате обстрела грузовик был сожжён, один военнослужащий был убит, двое пропали без вести и ещё один получил тяжёлые ранения.
26 августа 2014 года штаб национальной защиты Днепропетровской области подтвердил, что батальон оказался в окружении под Иловайском.
27 августа 2014 года в Кривом Роге родственники военнослужащих батальона перекрыли Днепропетровское шоссе с требованием оказать помощь окружённым под Иловайском военнослужащим батальона.
1 сентября 2014 года куратор батальона, советник губернатора Днепропетровской области Игоря Коломойского Николай Колесник сообщил, что из окружения под Иловайском уже вышли 78 военнослужащих батальона, ещё 13 выйдут в ближайшее время и ещё 48 попали в плен к формированиям ДНР.
По состоянию на 4 сентября 2014 года, в расположение украинских войск вышли 9 военнослужащих батальона, самостоятельно выбравшихся из Иловайского котла. 10 сентября 2014 в результате обмена пленными между Украиной и ДНР, украинской стороне были возвращены три военнослужащих батальона. В дальнейшем, обмен пленными продолжался — 14 сентября 2014 года Центр освобождения пленных ОО «Офицерский корпус» сообщил, что до 13 сентября 2014 года украинской стороне были переданы 19 военнослужащих 40-го батальона и опубликовал список их имён.
19 сентября 2014 года батальон был вновь отправлен в зону боевых действий.
29 сентября 2014 года военнослужащие батальона публично, в присутствии командования батальона и других офицеров избили пресс-офицера своего батальона А. Михейченко. На следующий день, 30 сентября 2014 года, начальник Штаба национальной защиты Днепропетровской области Николай Колесник сообщил, что батальон будет расформирован, однако в дальнейшем инцидент был урегулирован.
13 ноября 2014 года в Авдеевке под артиллерийским обстрелом погибли два военнослужащих батальона.
22 декабря 2014 года подразделения батальона, усиленные танковой ротой из состава 17-й танковой бригады, заняли позиции на северной и восточной окраине Дебальцево (всего 5 опорных пунктов и 2 блок-поста, 12 км линии фронта), заменив ранее находившиеся на этом участке фронта подразделения 25-го батальона "Киевская Русь".
1-2 января 2015 года позиции батальона были обстреляны из миномёта, однако в дальнейшем, вплоть до 15 января 2015 на участке ответственности батальона сохранялось относительное спокойствие.
С 19 января 2015 года позиции батальона начали регулярно обстреливать с применением артиллерии, РСЗО, САУ и миномётов.
С 20-х чисел января 2015 года начался штурм Дебальцево незаконными вооружёнными формированиями. 40-й батальон принимал непосредственное участи (1-я линия) в обороне Дебальцево при поддержке и взаимодействии с артиллерией отдельной 128-й горно-пехотной бригады (г. Мукачево).
24 января 2015 года в районе Дебальцево погиб один военнослужащий батальона.
27 января 2015 года в зоне боевых действий погиб один военнослужащий батальона
28 января 2015 года под артиллерийским обстрелом в районе Дебальцево погиб ещё один военнослужащий батальона
10 февраля 2015 года на трассе М-03 Дебальцево — Артёмовск группа военнослужащих 40-го батальона под командованием заместителя командира батальона Владимира Сарычева сдалась военнослужащим ДНР
15 февраля 2015 года командование АТО сообщило, что батальон удерживает позиции в Дебальцевском котле, однако среди военнослужащих есть потери, а здание, в котором находился штаб батальона, разрушено.
16 февраля 2015 года заместитель командира батальона полковник Юрий Синьковский сообщил, что часть подразделений батальона в Дебальцево находится в окружении, но по-прежнему удерживает оборону
17 февраля 2015 года заместитель командира батальона Ю. Синьковский сообщил, что военнослужащие батальона на протяжении двух последних суток ведут бои практически в окружении, несут потери и нуждаются в подкреплении
17 февраля 2015 года в ходе боёв за Дебальцево вооружённые силы ДНР захватили большую часть города и взяли в плен нескольких групп украинских военных численностью 120 человек. Среди пленных оказались 72 военнослужащих 40-го батальона. Кадры с ними были показаны в эфире «Первого Канала».
18 февраля 2015 года командир батальона В. Почерняев сообщил, что батальон начал выход из окружения под Дебальцево, при этом потери батальона под Дебальцево до начала выхода из окружения вечером 17 февраля 2015 составили 21 военнослужащего убитыми. Во время выхода из окружения имевшаяся в батальоне БМП была подбита противником и оставлена при отступлении. Вслед за этим, куратор батальона Н. Колесник сообщил, что представитель генерального штаба обвинил батальон в самовольном оставлении позиций
19 февраля 2015 года вышедшие из окружения под Дебальцево в расположение украинских войск военнослужащие батальона были размещены в Артёмовске
23 февраля 2015 года батальон прибыл на отдых в Кривой Рог
Осенью 2015 года батальон расформирован.

## Техника, вооружение и снаряжение
Личный состав батальона вооружён стрелковым оружием — автоматами АК-74, также на вооружении есть снайперские винтовки СВД и ручные пулемёты РПК-74.
В распоряжении батальона имеется автомобильная техника:
- так, 11 июля 2014 года батальон получил грузовики, однако половина полученных грузовиков (один ГАЗ-53, один ГАЗ-66, один «КрАЗ» и один ЗИЛ-5301) оказалась неисправной и требующей ремонта[58]
- 30 июля 2014 года батальон получил три внедорожника УАЗ-469[59] и партию снаряжения[60]